# Hilara argyreata
Hilara argyreata är en tvåvingeart som beskrevs av Frey 1955. Hilara argyreata ingår i släktet Hilara och familjen dansflugor. Inga underarter finns listade i Catalogue of Life.